# Хубиев, Владимир Исламович
Владимир Исламович Хубиев (карач.-балк. Хубийланы Исламны джашы Владимир; 26 марта 1932, п. Архыз, Зеленчукский район, Карачаевская АО, РСФСР, СССР — 17 марта 2004, Черкесск, Карачаево-Черкесия, Россия) — советский и российский государственный и политический деятель. Председатель Карачаево-Черкесского облисполкома (1979—1992), председатель Совета Министров, Глава Карачаево-Черкесии (1992—1999).

## Биография
Родился 26 марта 1932 в посёлке Архыз Зеленчукского района Карачаевской автономной области. По национальности карачаевец.

### Образование
В 1954 окончил Фрунзенский гидромелиоративный техникум, в 1969 — Ставропольский сельскохозяйственный институт.

### Трудовая деятельность
С 1954 по 1957 — техник, инженер-землеустроитель в Киргизской ССР. 
С 1957 по 1961 — агроном, управляющий отделением совхоза «Сторожевский». С 1961 — инструктор, заместитель заведующего отделом Карачаево-Черкесского обкома КПСС. С 1964 — инспектор, заместитель председателя областного комитета народного контроля.

### Политическая деятельность
С 1959 по август 1991  — член КПСС.
С 1969 по 1971 — председатель Прикубанского райисполкома. 
С 1971 по 1979 — первый секретарь Карачаевского райкома КПСС. 
С марта 1979 по май 1992 — председатель исполкома Совета народных депутатов Карачаево-Черкесской автономной области.
Избирался депутатом Верховного Совета РСФСР 10-го и 11-го созывов (1980—1989), народным депутатом России и членом Совета Национальностей Верховного Совета РСФСР (1990—1993), был членом Конституционной комиссии, членом Комитета Верховного Совета по законодательству, входил во фракции «Суверенитет и равенство», «Коммунисты России».
С 13 января 1992 — исполняющий обязанности главы администрации Карачаево-Черкесии.
С 1993 — председатель Совета Министров Карачаево-Черкесской Республики. Поддержал Б. Ельцина во время событий сентября — октября 1993 года. В 1993 был избран членом Совета Федерации Федерального собрания Российской Федерации. 
28 апреля 1995 указом президента России Б. Н. Ельцина по согласованию с Народным Собранием был назначен Главой Карачаево-Черкесской республики. Входил в состав рабочей комиссии по доработке проекта Конституции Российской Федерации.
С 1996 входил в Совет Федерации по должности, был членом Комитета по международным делам. Являлся представителем РФ в Палате регионов Конгресса местных и региональных властей Европы (1995—1999).
В последние годы жизни, с 2000 по 2003, работал советником Председателя Правительства РФ по вопросам межнациональных отношений.
Скончался 17 марта 2004 в Черкесске, в реанимации, после тяжёлой болезни.

## Семья
Жена — Зоя Кибировна Хубиева. Трое детей, трое внуков.

## Награды
- Награждён медалями, Почётной грамотой Президиума Верховного Совета СССР
- Орден Трудового Красного Знамени
- Орден Октябрьской Революции
- Орден Дружбы народов
- Благодарность Президента Российской Федерации (12 августа 1996) — за активное участие в организации и проведении выборной кампании Президента Российской Федерации в 1996 году[7]
- Орден Почёта (15 января 1997) — за заслуги перед государством, большой вклад в укрепление дружбы и сотрудничества между народами и многолетний добросовестный труд[8]
- Почётная грамота Правительства Российской Федерации (26 марта 2002) — за заслуги в укреплении межнациональных отношений, многолетний плодотворный труд и в связи с 70-летием со дня рождения[9]